# Odzierady
Odzierady – część Łodzi w dzielnicy Polesie, włączona do Łodzi w 1946.

## Historia
Odzierady to dawna wieś, od 1867 w gminie Rąbień. W okresie międzywojennym należały do powiatu łódzkiego w województwie łódzkim. W 1921 roku liczba mieszkańców wynosiła 31. 1 września 1933 utworzono gromadę (sołectwo) o nazwie Grabieniec w granicach gminy Rąbień, składającą się ze wsi Grabieniec, Mikołajew i Odzierady. Podczas II wojny światowej wcielone do III Rzeszy.
Po wojnie Odzierady powróciły na krótko do powiatu łódzkiego województiwe łódzkim, a 13 lutego 1946 włączono je do Łodzi.